# دعبل الخزاعي
أبو علي دِعْبِلُ الخُزَاعِيُّ اسمه مُحَمَّد دِعْبِلُ بْنُ عَلِيٍّ بْنُ رزين، من مشاهير شعراء العصر العباسي. اشتهر بتشيعه لآل علي بن أبي طالب وهجائه اللاذع للخلفاء العباسيين.

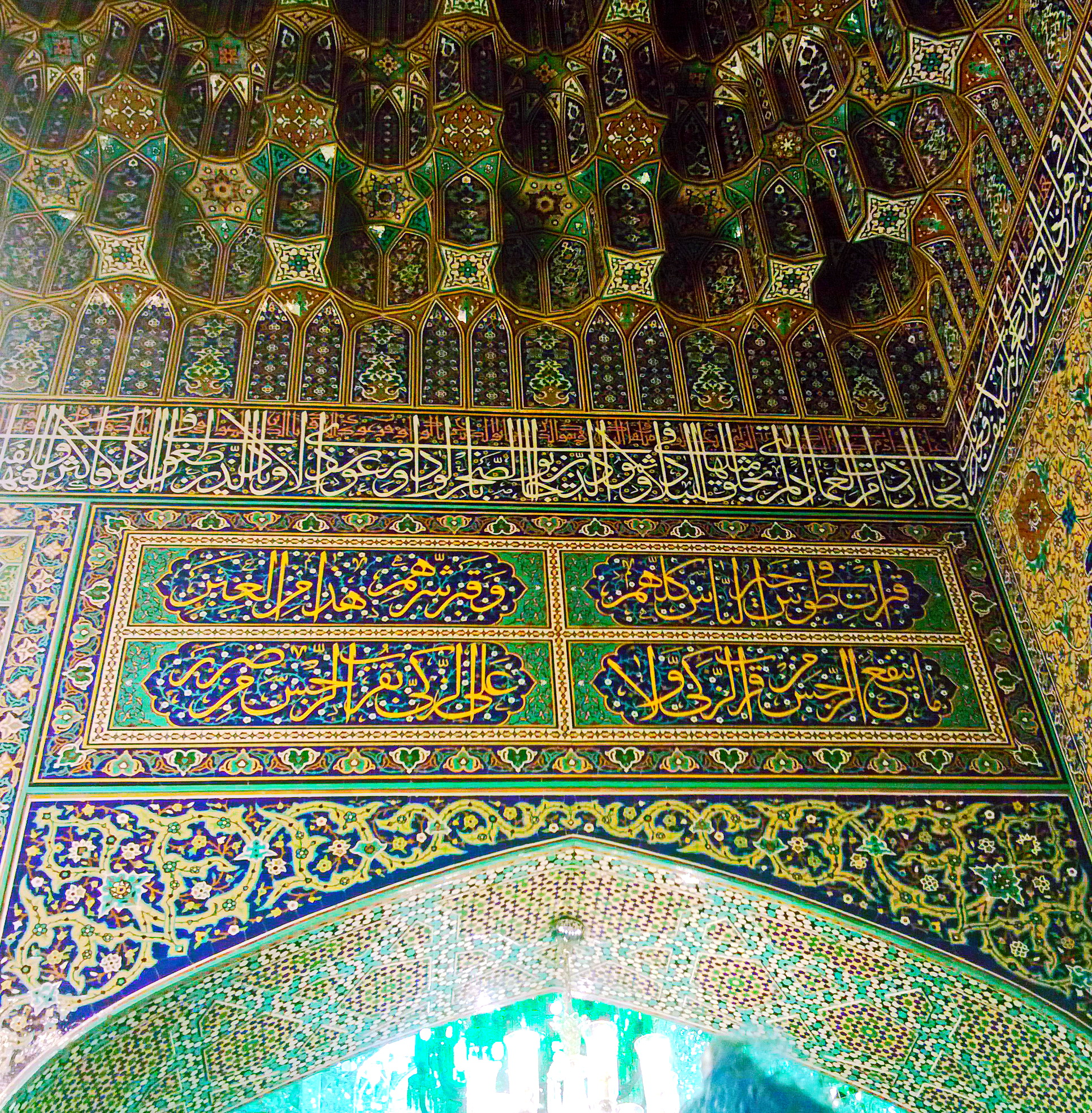
فن الزخرفة الفارسي، بيتان من قصيدة دعبل الخزاعي في مدح علي الرضا، علی جدران مسجد «بالا سَر»، الروضة الرضوية

## نسبه وكنيته
اختلف في نسبه، لكن الأشهر هو: دعبل بن عليّ بن رزين بن سليمان بن تميم بن نهشل بن خداش بن خالد بن عبد بن دعبل بن أنس بن خزيمة بن سلامان بن أسلم بن أفصى بن حارثة بن عمرو بن عامر (خزاعة) بن مزيقياء.
ورد أن اسمه محمد أو حسن أو عبد الرحمن، وله كنيتان: أبو جعفر أو أبو علي، ولكن اشتهر بالثانية.

## أسرته
عاش دعبل الخزاعي في بيت علم وفضل وأدب، برز فيه محدثون وشعراء (وفيهم السؤدد والشرف وكل الفضل والفضيلة) وقد كلل الله عزّ وجلّ هذا البيت بالشرف العظيم حين كرمه بخمسة شهداء.. على رأسهم عبد الله بن بديل بن ورقاء الذي كان هو وأخواه (عبد الرحمن ومحمد) رسل النبي (صلى الله عليه واله وسلم) إلى اليمن.. (وكان الثلاثة وأخوهم الرابع (عثمان) من فرسان أمير المؤمنين الشهداء في صفين)  وأخوهم الخامس نافع بن بديل استشهد على عهد النبي (صلى الله عليه واله وسلم).

## ولادته
ولد أبو علي محمد بن علي بن رزين بن ربيعة الخزاعي في الكوفة سنة 148 هـ. ولقبته (الداية) بدعبل، لدعابة كانت فيه. فهي أرادت (ذعبلاً) فقلبت الذال دالاً..

## تربيته
شبّ في بيت اختص بالشعر  فجده (رزين) شاعر كما ذكره ابن قتيبة في (الشعر والشعراء) وأبوه (علي) كان من شعراء عصره  وعمه عبد الله بن رزين أحد الشعراء، وابن عمه (محمد بن عبد الله) شاعر له ديوان ويلقب بـ (أبي الشيص) وابن هذا عبد الله بن محمد أبي الشيص شاعر له ديوان أيضاً وأخواه (علي أبو الحسن ورزين) من الشعراء المشهورين...
وعن هؤلاء جميعاً أخذ دعبل ومنهم استقى وتعلم؛ فتلقف أبجدية الشعر وأصوله، وفهم معانيه وغاص في بحوره، وحفظ الكثير الكثير من الأبيات والقصائد.. إلا أنه لم يشرع في النظم، وعاهد نفسه ألا يفعل ذلك إلا بعد أن ينهل المزيد من منابع الشعر الأصيلة، ويتقن صناعته اتقاناً جيداً.. وهكذا خرج من الكوفة وسافر إلى الحجاز مع أخيه رزين، وإلى الري وخراسان مع أخيه علي.. (كان دعبل يخرج فيغيب سنيناً يدور خلالها الدنيا كلها ويرجع، وقد أفاد وأثرى، وكانت الشراة والصعاليك يلقونه ولا يؤذونه ويواكلونه ويشاربونه ويبرّونه، وكان إذا لقيهم وضع طعامه وشرابه ودعاهم إليه فكانوا يواصلونه ويصلونه، وأنشد دعبل لنفسه في بعض أسفاره يقول:
وهكذا رافق مسلم بن الوليد (وكان شاعراً متصرفاً في فنون القول حسن الأسلوب أستاذ الفن ويقال أنه أول من قال الشعر المعروف بالبديع ووسمه وتبعه فيه أبو تمام وغيره توفي بجرجان سنة 208 هـ).
رافقه دعبل ليأخذ الأدب عنه ويستقي من فنونه، وعبر دعبل عن تلك الفترة بقوله: ما زلت أقول الشعر وأعرضه على مسلم فيقول لي: أكتم هذا.. حتى قلت:
فلما أنشدته هذه القصيدة قال: اذهب الآن فاظهر شعرك كيف شئت ولمن شئت!
سرّ دعبل لهذه النتيجة وانطلق مارده الشعري من عقاله وراح ينشد أحلى القصائد وأعذبها.. ولأنه تربى على محبة أهل البيت(ع) والولاء لهم، فقد كرس شعره من أجل الدفاع عن البيت النبوي الطاهر والتجاهر بأحقيتهم دون مبالاة بالموت الذي كان يترصده.
وله من قصيدة طويلة في رثاء الإمام الحسين قوله:

## أسفاره وجرأته
سافر دعبل الخزاعي إلى بغداد وأقام فيها زمن المأمون فاختلط بأدبائها وشعرائها فاكتسب منهم ما أغنى تجربته، فبلغ الذروة في نشاطه الشعري واتقان صناعته؛ فنظم في بغداد أقوى وأشهر قصائده (فتوغل لا يقرّ به قرار ولا يهاب في الهجاء والسباب المقذع فيمن حسبهم أعداء العترة الطاهرة وغاصبي مناصبهم، فكان يتقرب بشعره إلى الله وهو من المقربات إليه سبحانه زلفى، وأن الولاية لا تكون خالصة إلا بالبراءة ممن يضادها ويعاندها كما تبرأ الله ورسوله من المشركين).
وبسبب الجرأة والهجاء كثر أعداء الشاعر ومناوئوه، فتربصوا للوقيعة به وقتله، لكنه لم يبال ورد عليهم بقصائد أشد وأقوى. واشتهر بقوله: (أنا أحمل خشبتي على كتفي منذ خمسين سنة لست أجد أحداً يصلبني عليها)!! وبسبب بأسه الشديد وقوة حجته تجنب الكثير لسانه (قيل للوزير محمد بن عبد الملك الزيات: لم لا تجيب دعبلاً عن قصيدته التي هجاك فيها؟! قال: إن دعبلاً جعل خشبته على عنقه يدور بها يطلب من يصلبه بها دون أن يبالي).
وكان الوزير الزيات على حق، فدعبل لم يعرف الخوف ولم يتردد في هجاء الخليفة المأمون قائلاً:
محمد - الوارد اسمه في هذه الأبيات - هو (الأمين بن الرشيد) الذي قتله طاهر الخزاعي وبذلك ولي المأمون الخلافة. وهجا إبراهيم بن المهدي بقوله:
فدخل إبراهيم على المأمون فشكى إليه حاله وقال: «يا أمير المؤمنين إن الله سبحانه وتعالى فضلك في نفسك عليّ وألهمك الرأفة والعفو عني، والنسب واحد، وقد هجاني دعبل فانتقم لي منه».. وأنشده الأبيات السابقة، فقال المأمون: لك أسوة بي فقد هجاني بما هو أقبح من ذلك واحتملته. وقال دعبل بحق الفضل بن مروان موبخاً وساخراً:
فبعث إليه الفضل بن مروان بدنانير وقال له: قد قبلت نصحك فأكفني خيرك وشرك..

## نبوغه
لم يكتف دعبل الخزاعي بنبوغه في الشعر الذي صار يُستشهد به في إثبات معاني الألفاظ ومواد اللغة ويهتف به في مجتمعات الشيعة في آناء الليل وأطراف النهار، ويردده الأعداء قبل الأصدقاء؛ فقد نبغ في الأدب والتاريخ وألف فيهما، كما اشتهر بروايته للحديث وبسيرته مع الخلفاء والوزراء.. وانتشر خبر كتابه (الواحدة) في مناقب العرب ومثالبها انتشاراً عجيباً وانهمك النساخ لسنوات طويلة في نسخه وبيعه للراغبين في اقتنائه وهم كثر.. ونجح كتابه القيّم (طبقات الشعراء) نجاحاً كبيراً واعتبر المرجع الكبير ومن الأصول المعوّل عليها في الأدب والتراجم ونقل عنه جميع المؤلفين الذين جاءوا بعده.. لما تضمنه من معلومات نادرة وموثقة عن شعراء البصرة - وشعراء الحجاز - وشعراء بغداد وأخبارهم...
وديوان دعبل الخزاعي خير شاهد على نبوغه ومقدرته الفذة على سبك القصائد المتينة وحسن اختياره للمواضيع.
قالها في مدح الإمام علي يذكر تصدّقه بخاتمه في الصلاة ونزول الآية الكريمة: (إنما وليكم الله ورسوله والذين آمنوا الذين يقيمون الصلاة ويؤتون الزكاة وهم راكعون). وله قصيدة أخرى في مدح الإمام علي منها:
عرف عن دعبل الخزاعي شدة ولائه لآل البيت والجهر بحبهم لذا أنشد بحقهم أجمل القصائد العربية وأحسنها على الإطلاق ولم تزل الألسن ترددها على مر السنين..
وهذه الأبيات أنشدها عبد الله بن طاهر عن دعبل على المأمون بناءً على طلبه، وعلق عليها بعد سماعها: إن دعبل قد وجد والله مقالاً ونال ببعيد ذكرهم ما لا يناله في وصف غيرهم!

## القصيدة المدرسة
اعتبرت قصيدة دعبل الخزاعي (مدارس آيات خلت) إحدى قمم البلاغة العربية و(أحسن الشعر وفاخر المدايح المقولة في أهل البيت) ، وامتازت بقوة التعبير وروعة الأداء، عدد أبياتها (121) بيتاً..
و(قصيدة دعبل التائية في أهل البيت من أحسن الشعر وأسنى المدايح) 
قال دعبل: في سنة 198 هـ دخلت على سيدي الإمام أبي الحسن علي بن موسى الرضا بخراسان، فقلت له: يا بن رسول الله، إني قلت فيكم أهل البيت قصيدة، وآليت على نفسي أن لا أنشدها أحداً قبلك وأحب أن تسمعها مني.
فقال لي: هاتها.... فأنشدته:
ولما بلغت قولي:
بكى أبو الحسن وقال لي: صدقت يا خزاعي، فواصلت إنشادي.. حتى انتهيت إلى قولي:
فبكى الإمام الرضا حتى أغمي عليه.. فأومأ إليّ خادم كان على رأسه: أن أسكت.. فسكتّ!!. فمكث ساعة ثم قال لي: أعد.. فأعدت القصيدة ثانية. حتى انتهيت إلى هذا البيت أيضاً فأصابه مثل الذي أصابه في المرة الأولى. وأومأ الخادم إليّ مجدداً: أن أسكت.. فسكت!! فمكث الإمام الرضا ساعة أخرى ثم قال لي: أعد.. فأعدت القصيدة.. فجعل يقلب كفيه ويقول: أجل والله (منقبضات). فتابعت إنشادي:
وحين ذكرت الحجة القائم عجل الله فرجه بقولي:
فوضع الرضا يده على رأسه وتواضع قائماً ودعى له بالفرج. ثم رفع رأسه إليّ وقال: يا خزاعي، نطق روح القدس على لسانك بهذين البيتين فهل تدري من هذا الإمام؟! أو متى يقوم؟ فقلت: لا يا سيدي؟ إلا أني سمعت عن آبائي بخروج إمام منكم، يملأ الأرض قسطاً وعدلاً.
فقال: إن الإمام بعدي ابني محمد وبعد محمد ابنه علي وبعد علي ابنه الحسن وبعد الحسن ابنه الحجة القائم، وهو المنتظر في غيبته، المطاع في ظهوره، فيملأ الأرض قسطاً وعدلاً كما ملأت جوراً وظلما، وأما متى يقوم فإخبار عن الوقت، لقد حدّثني أبي عن آبائه عن رسول الله (ص) قال: مثله كمثل الساعة لا تأتيكم إلا بغتة !!
وتابعت الإنشاد.. ولما بلغت إلي قولي:
قال الرضا: آمنك الله يوم الفزع الأكبر..ولما انتهيت إلى قولي:
قال لي الرضا: أفلا ألحق بهذا الموضع بيتين بهما تمام قصيدتك؟.
فقلت: بلى يا بن رسول الله... فقال:
فقلت: يا بن رسول الله، هذا القبر الذي بطوس قبر من هو؟! فقال: قبري ولا تنقضي الأيام والليالي حتى تصير طوس مختلف شيعتي وزواري، ألا فمن زارني في غربتي كان معي في درجتي يوم القيامة مغفوراً له. ولما فرغت من إنشاد قصيدتي كاملة قال لي: أحسنت - ثلاث مرات - ثم نهض وأمرني: لا تبرح.. وبعد حين أنفذ إليّ بيد الخادم صرة فيها عشرة آلاف درهم رضوي مما ضرب باسمه واعتذر إليّ!! فرددتها وقلت للخادم: والله ما لهذا جئت وإنما جئت للسلام على ابن رسول الله(ص) والتبرك بالنظر إلى وجهه الميمون وإني لفي غنى.. فإن رأى أن يستوهبني ثوباً من ثيابه للتبرك به وليكون كفني في آخرتي فهو أحبّ إليّ..
فأعطاني الإمام الرضا قميصاً خزاً أخضر وخاتماً فصه عقيق مع الصرة.. وقال للخادم: قل لدعبل خذها ولا تردها فإنك ستصرفها، وأنت أحوج ما تكون إليها.. (واحتفظ بهذا القميص فقد صليت فيه ألف ركعة وختمت فيه القرآن ألف ختمة) ، فأخذتها فرحاً.. وأمر لي من في منزل الإمام الرضا بحليّ كثيرة أخرجها إليّ الخادم، (فقدمت العراق فبعت كل درهم رضوي منها بعشرة دراهم اشتراها مني الشيعة فحصل لي مائة ألف درهم فكان أول مال اعتقدته).
وبلغ خبر القميص - وقيل (الجبة) - أهل (قم) فاعترضوا طريق دعبل وسعوا للحصول عليها.. وسألوه أن يبيعهم إياها بثلاثين ألف درهم فلم يفعل.. فخرجوا عليه في طريقه فأخذوها منه غصباً فهددهم بالشكوى إلى الإمام الرضا.. فصالحوه.. وأعطوه الثلاثين ألف درهم وأحد أكمامها..
قيل لدعبل: لم بدأت عند إنشادك للرضا بمدارس آيات؟! ولم تبدأ بأول القصيدة ومطلعها:
فرد دعبل: استحييت من الإمام أن أنشده التشبيب فأنشدته المناقب ورأس القصيدة:

## مع المأمون
اشتهرت القصيدة وذاع صيت دعبل الخزاعي (ثم إن المأمون لما ثبّتت قدمه في الخلافة وضرب الدنانير باسمه أقبل يجمع الآثار في فضائل آل الرسول فتناهى إليه فيما تناهى من فضائلهم قصيدة دعبل (مدارس آيات) فما زالت تردد في صدر المأمون حتى قدم عليه دعبل فقال له: أنشدني قصيدتك التائية ولا بأس عليك ولك الأمان من كل شيء فيها فإني أعرفها وقد رويتها إلا أني أحب أن أسمعها من فيك.. فأنشده إياها فبكى المأمون حتى اخضلّت لحيته وجرت دموعه على نحره.. وكان دعبل أول داخل عليه وآخر خارج من عنده).
وروى الشيخ الصدوق في أماليه بإسناده عن دعبل الخزاعي أنه قال: جاءني خبر موت الرضا(ع) وأنا مقيم بـ (قم) فقلت القصيدة الرائية التي طلب المأمون الاستماع إليها، ومنها:
قال: فضرب المأمون عمامته الأرض وقال: صدقت والله يا دعبل.

## مع المعتصم
بعد موت المأمون جاء المعتصم الذي كان يبغض دعبلاً لجرأته وقرر قتله فهرب إلى الجبل وقال يهجوه:
كما هجاه أيضاً بقولهِ:
وحين مات المعتصم وخلفه الواثق قال دعبل:
بعد هروبه من بغداد جال دعبل في الآفاق فدخل البصرة ودمشق ومصر على عهد المطلب بن عبد الله بن مالك المصري وولاه أسوان، فلما بلغ هجاؤه إياه عزله، فأنفذ إليه كتاب العزل مع مولى له وقال: انتظره حتى يصعد المنبر يوم الجمعة فإذا علاه فأوصل الكتاب إليه وأمنعه من الخطبة وأنزله عن المنبر واصعد مكانه. (فلما علا دعبل المنبر وتنحنح ليخطب ناوله المولى الكتاب فقال له دعبل: دعني أخطب فإذا نزلت قرأته. قال: لا، قد أمرني أن أمنعك من الخطبة حتى تقرأه.. فقرأه وأنزله عن المنبر معزولاً وخرج إلى المغرب إلى بني الأغلب).

## وفاته
لقد أسرف دعبل الخزاعي في هجاء الناس فكان حتفه على يد أحد مهجويه, ومن الملفت للنظر أنه قد تعرض في شعره لخلفاء كثيرين, كما سبق الا انه نهايته كانت على يد من كان اقل منهم مكانة وسلطانا. فقد قصد دعبل يوما ما مالك بن طوق ومدحه, فلم يرض ثوابه, فخرج عنه وقال فيه:
فبعث مالك بن طوق رجلا حصيفا مقداما أعطاه سما وأمره أن يغتاله كيف شاء, وأعطاه على ذلك عشرة آلاف درهم, فلم يزل الرجل يطلبه حتى وجده في قرية من نواحي (السوس) طوس, فأغتاله في وقت من الأوقات بعد الصلاة العتمة, إذ ضرب ظهر قدمه بعكاز مسموم فمات من الغد, ودفن بتلك القرية في سنة 220 هـ.
وفي رواية أخرى قال ياقوت الحموي: إن قبر دعبل الخُزاعي بزويلة (قرية على حدود السودان) وهذا مذكور في كتاب معجم البلدان المجلد الرابع مستشهداً بقول بكر بن حمّاد: 

## وصلات خارجية
- بوابة الشعراء : ديوان دعبل الخزاعي
- دراسات عنه: الجملة الطلبية في ديوان دعبل الخزاعي للباحث أسامة أبوعون جامعة النجاح الوطنية.
- تسجيل إلقاء قصيدة مدارس آيات عن اليوتيوب